# Havelte

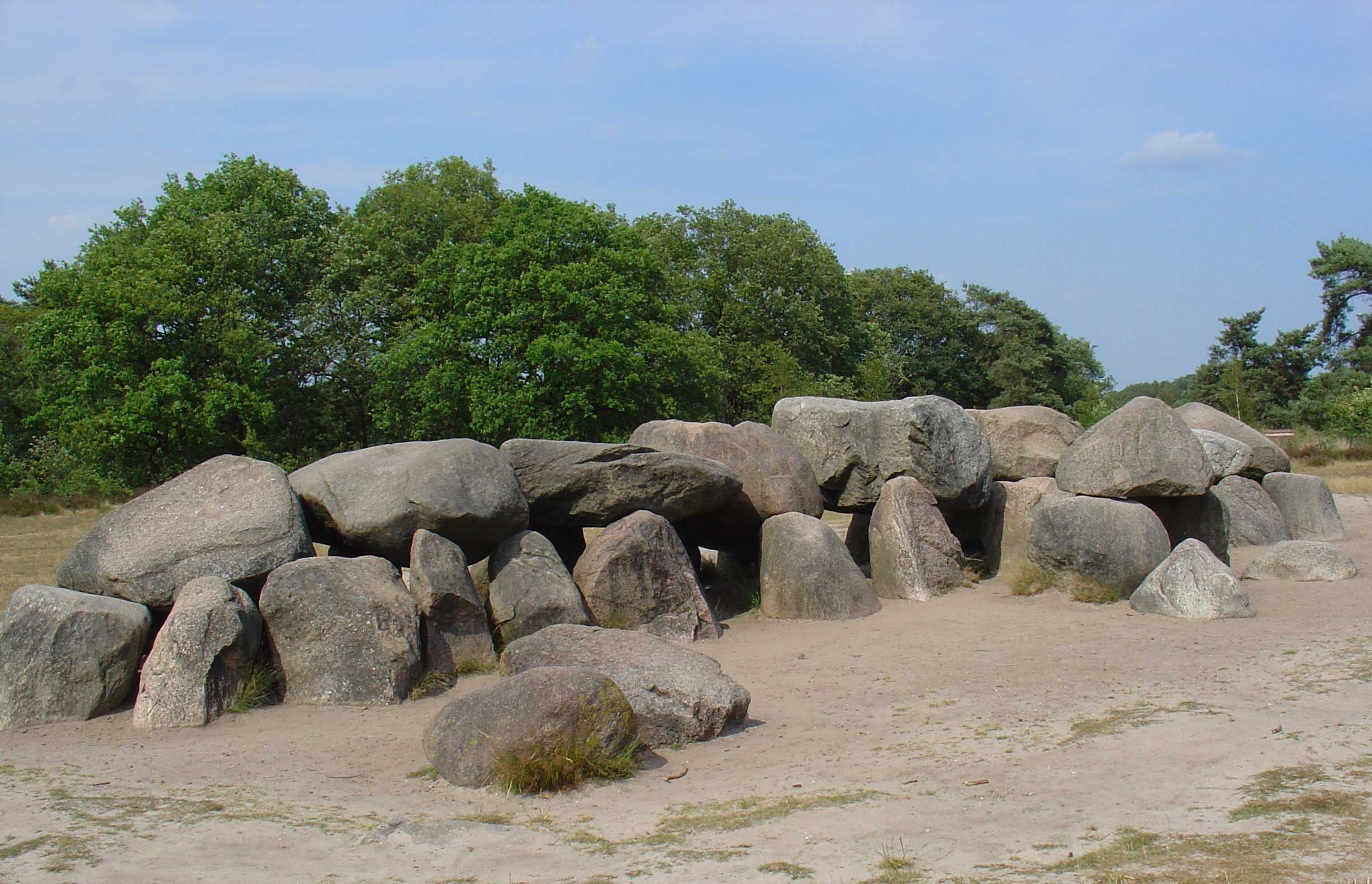
Het grootste hunebed van Havelte de D53

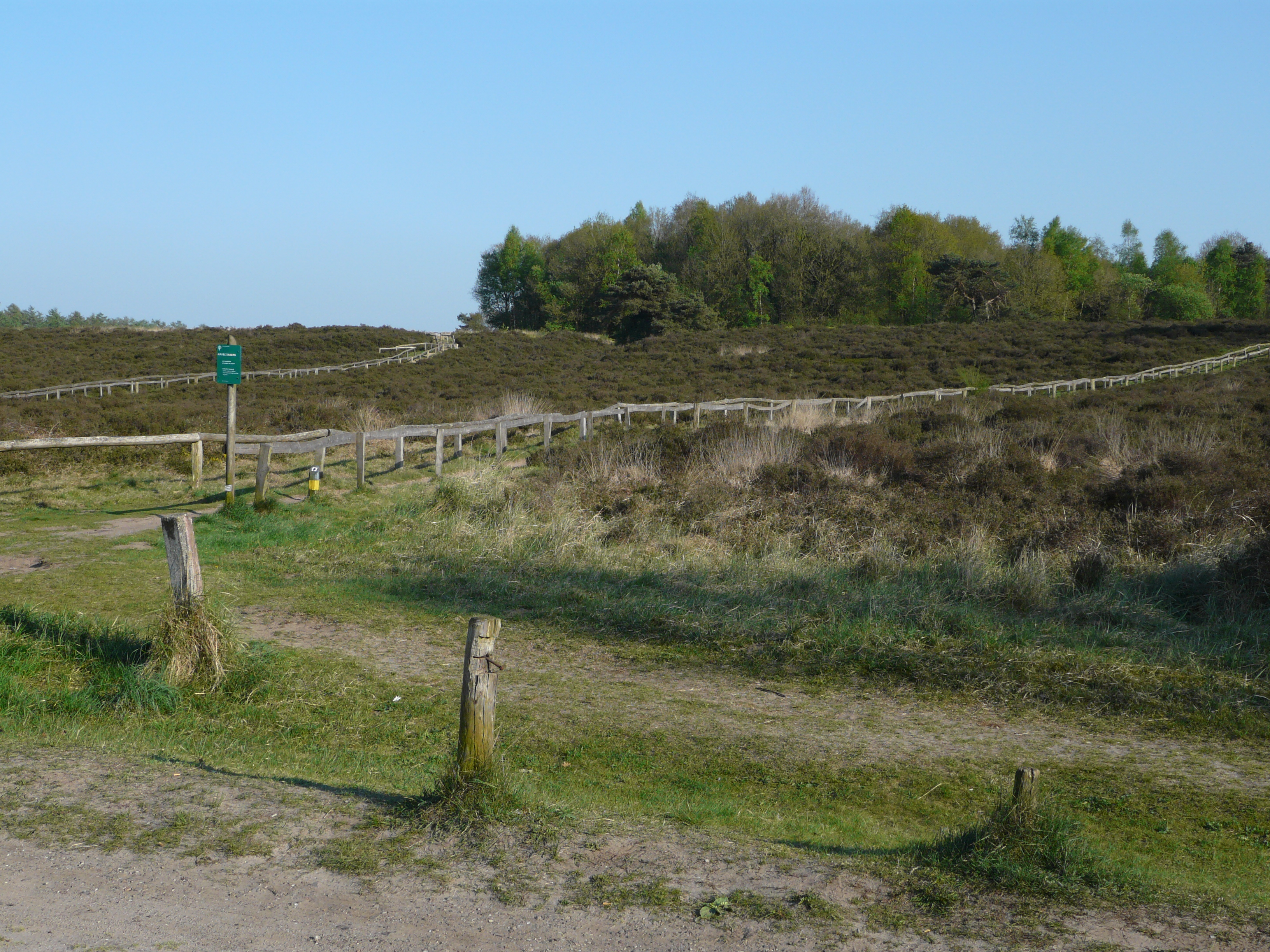
Havelterberg

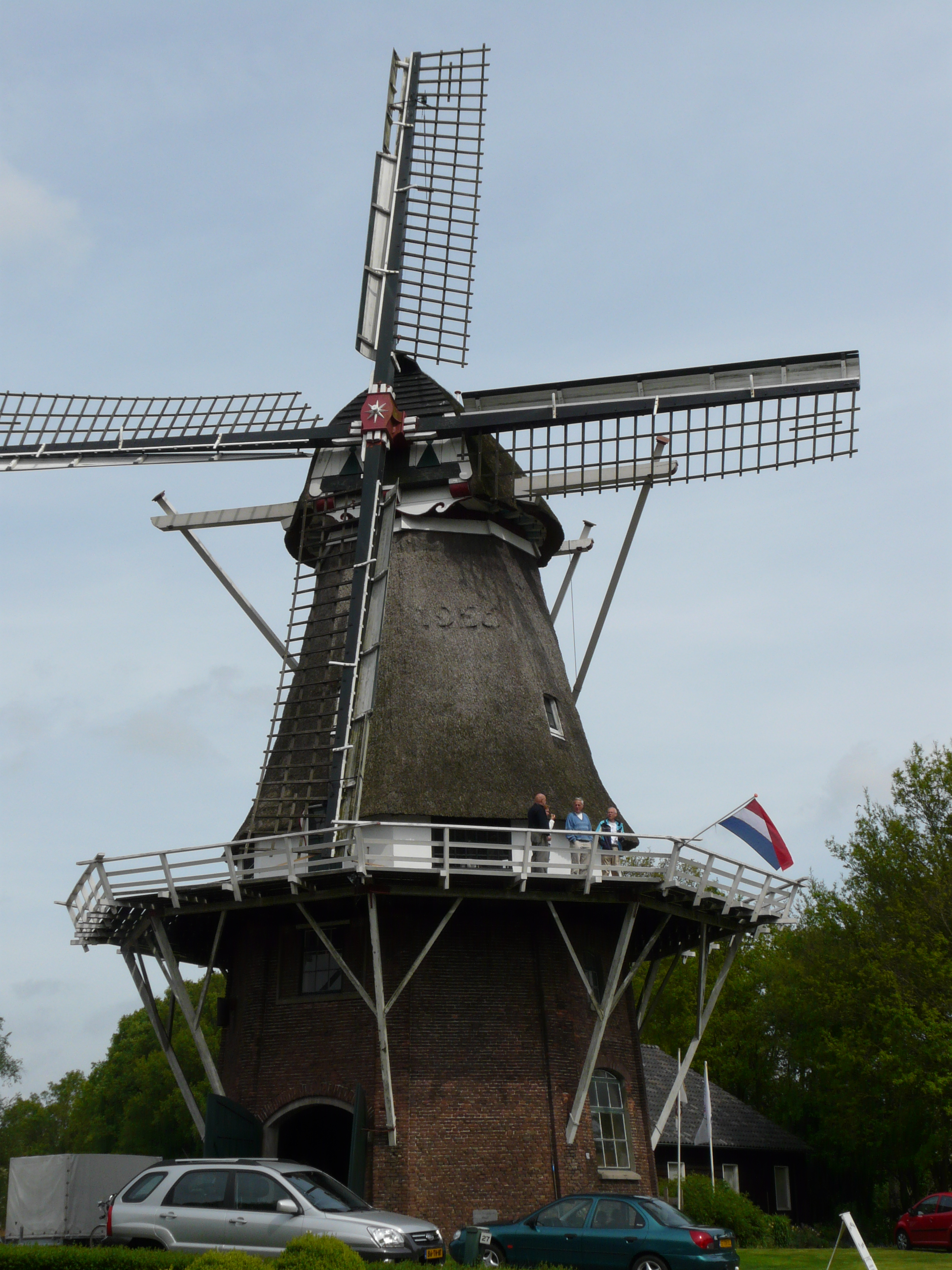
Korenmolen van Havelte

Havelte (Drents: Haovelte of Haovelt) is een brinkdorp in de gemeente Westerveld, in de Nederlandse provincie Drenthe. Havelte was tot 1 januari 1998 een zelfstandige gemeente.
Het dorp is gelegen ten noorden van Meppel, tussen Darp en Uffelte in. In 2023 telde het dorp 3.840 inwoners. Daarmee is het het grootste dorp van de gemeente Westerveld. Onder het dorp valt ook de buurtschap Veendijk en deel van Eursinge. Havelte heeft drie brinken. De bekendste is die in het centrum van het dorp. Daarnaast zijn er nog de Oosterbrink en de Westerbrink, en een dorpsplein.

## Geschiedenis
Het dorp Havelte is ontstaan nadat de oudere plaatsen Hesselte (later Darp genoemd), Hesselterveen (later Nijeveen genoemd) en Uffelte in 1310 toestemming kregen van de dekens van Steenwijk en Drenthe om halverwege beide dorpen een kerk te bouwen als dochterkerk van Steenwijk. In dat jaar bestond het nieuwe dorp uit 22 erven. Uiteindelijk groeide het dorp uit tot een grotere plaats dan de plaatsen waaruit het is ontstaan. De plaats werd in 1342 vermeld als Hovelde. In 1392 wordt gesproken over der alingen marcken Havelte ende Westerhesselten. De kerk is in de loop der tijd verbouwd en uitgebreid. De laatste uitbreiding vond plaats in de jaren 90 van de twintigste eeuw.

### Vliegveld
In het najaar van 1942 besloten de Duitse bezetters ten noorden van 't 'oude' Darp een nieuw militair vliegveld met bijbehorende installaties en gebouwen te bouwen (een zogeheten Fliegerhorst). Het was bedoeld om vliegveld Schiphol te ontlasten en tevens zou er elk type vliegtuig moeten kunnen landen.

### Werkkamp voor gemengd gehuwde Joden
Tijdens de Tweede Wereldoorlog werden een aantal Joodse mannen die gemengd gehuwd waren (met een niet-Joodse vrouw) tewerkgesteld in kamp Havelte. Zij moesten werken aan het geheime Duitse vliegveld Havelte. Hierover vertelt Jacques Presser in 'Ondergang: de vervolging en verdelging van het Nederlandse jodendom', p.235-6.

## Ligging
Havelte ligt langs de Drentsche Hoofdvaart dicht bij Wapserveen, Uffelte, Ruinen, Ruinerwold en Darp. Dichtstbijzijnde grote plaatsen zijn Meppel, Steenwijk en Hoogeveen.
| Omliggende plaatsen | Omliggende plaatsen | Omliggende plaatsen | Omliggende plaatsen | Omliggende plaatsen |
| ------------------- | ------------------- | ------------------- | ------------------- | ------------------- |
| Steenwijk           |                     | Wapserveen          |                     | Uffelte             |
|                     |                     |                     |                     |                     |
| Darp                | Ruinen              |                     |                     |                     |
|                     |                     |                     |                     |                     |
| Meppel              |                     | Ruinerwold          |                     | Hoogeveen           |

## Evenementen
- Volksfeest Havelte, begin september
- Openluchtspel, op negen avonden in juli en augustus
- Landmachtdagen in de Johannes Postkazerne

## Bezienswaardigheden
- Nederlandse Hervormde Kerk van Havelte, buiten de dorpskern
- Korenmolen van Havelte, Molenweg 29.
- De hunebedden D53 en D54 op de Havelterberg te Darp
- Ongeveer 12 grafheuvels uit de trechterbekercultuur
- Vlinderparadijs Papiliorama
- Landgoed Overcinge
- Oorlogsmonument ter nagedachtenis aan Franse vlieger (luitenant-vliegenier baron François Roland Marie Fidèle Picot de Moras D'Aligny)
- Holtinger schaapskooi bij het Holtingerveld met een kudde van 200 tot 500 schapen
- Voormalig Duits Vliegveld (startbaan, hangaar, bomkraters), omgeving Holtingerveld.

## Monumenten
Verschillende delen van Havelte zijn een beschermd dorpsgezicht: Havelte-Dorp, richting Eursinge, kerkomgeving en Van Helomaweg.
Zie ook:
- Lijst van rijksmonumenten in Havelte
- Lijst van gemeentelijke monumenten in Havelte

## Economie
Havelte heeft verschillende winkels vooral in het midden van het dorp en een vestiging van het postkantoor. Er zijn diverse horecagelegenheden. Er is een recreatiepark dicht bij het centrum.
Op het Piet Soerplein wordt op woensdagochtend de weekmarkt gehouden. De koopavond is op vrijdagavond.

## Natuur
Het Natura 2000-gebied Holtingerveld waarin de volgende gebieden liggen:
- De Havelterberg
- Ooster- en Westerzand
- Brandeveen
- Uffelter Binnenveld

## Voorzieningen
Er zijn een basisschool, bibliotheek, dorpshuis, ouderenwoonvoorziening, openluchtzwembad, het openluchttheater en een 18-holes golfbaan. In Havelte zijn diverse horecagelegenheden, winkels, campings en een bungalowpark. Het gemeentehuis bevindt zich sinds 2009 in Diever.

## Sportverenigingen
Havelte kent circa twintig sportverenigingen. Bekend zijn de voetbalvereniging VV Havelte, Golfclub Havelte, rugbyclub The Big Stones en tennisvereniging HTC.

## Verkeer en vervoer
Het dorp ligt aan de provinciale wegen N353, N371 en dicht bij autosnelweg A32.

### Openbaar vervoer
Er is per bus openbaar vervoer vanuit Meppel en Beilen van Qbuzz.
- Lijn 28: Meppel - Havelte - Dieverbrug - Dwingeloo - Wijster - Beilen

## Geboren
- Tjalling Waterbolk (1924-2020), hoogleraar in de archeologie
- Piet Soer (1903-1935), piloot van de kerstvlucht van de "Pelikaan" in 1933 van Amsterdam naar Batavia in een recordtijd